# Kelvin Okafor
Kelvin Okafor, né le 1er novembre 1985 à Londres, est un artiste professionnel britannique contemporain, né de parents originaires de l'État du Delta au Nigeria. Il est connu pour ses portraits au crayon à papier produisant un rendu photoréaliste, tellement précis qu'ils sont « souvent pris pour des photographies ».
Il étudie un an à la London Art School (en), puis obtient une licence de beaux-arts à l'université du Middlesex en 2009,.
Ses œuvres ont notamment été exposées aux Mall Galleries, au Pallant House Gallery (en) et au Science Museum de Londres,. En janvier 2013, son portrait photoréaliste du roi Hussein de Jordanie est présenté à sa veuve la reine Noor.